# Мільйони Ферфакса (фільм)
«Мільйони Ферфакса» (рос. «Миллионы Ферфакса») — український радянський художній фільм у жанрі детективу, знятий за однойменним детективом англійського письменника Алана Віннінгтона у 1980 році.
Фільм знято на плівці виробничого об'єднання «Свема» (м. Шостка) творчим об'єднанням «Час» кіностудії імені Олександра Довженка.

## Сюжет
Мільйонера Антоні Ферфакса, що страждає на важку хворобу серця, може врятувати лише пересадка серця від іншої людини. Намагаючись знайти для свого пацієнта підходящого донора, лікар Рассел Джонс здійснює низку вбивств, але й сам стає жертвою Ферфакса…

## Актори та ролі
- Юозас Будрайтіс — Антоні Ферфакс, мільйонер
- Гражина Байкштіте — місіс Мерилін Ферфакс, дружина Антоні
- Ільмар Таммур — Персі Галлет, інспектор поліції
- Олександр Мартинов — Рассел Джонс, хірург-трансплантолог
- Хелга Данцберга — Люсі Даунтрі, сестра Антоні
- Повілас Гайдіс — Тіггі Даунтрі, чоловік Люсі
- Гедимінас Гірдвайніс — сержант Фіцджеральд, помічник інспектора Галлета
- Юріс Стренга — Джордж Бернс
- Галина Логінова — Моллі Фірон, секретарка доктора Джонса
- Івар Калниньш — Поль Ферфакс, брат Антоні
- Володимир Еренберг — Джошуа Ворд, кардіолог
- Юрій Багінян — Треймен, дворецький Ферфаксів;
- Мілена Тонтегоде — Гулі, дівчина Поля
- Лідія Чащина — Ельза Джексон
- Володимир Шакало — Артур Кук
- Юрій Леонідов — Каммінс, генерал
- Євген Веснік — верховний комісар поліції
- Паул Буткевич — комісар поліції
- Володимир Талашко — Малькольм Треддік
- Лев Колесник — Сід Пейн

та інші.

## Знімальна група
- Автор сценарію і режисер-постановник: Микола Ільїнський
- Оператор-постановник: Валерій Квас
- Композитор: Едуард Артем'єв
- Художник-постановник: Євген Стрілецький
- Звукооператор: Григорій Матус
- Оператори: Б. Березко, П. Пастухов
- Художник по костюмах: Алла Сапанович
- Редактор: Інеса Размашкіна
- Режисер: Ю. Філін
- Художник-декоратор: Микола Терещенко
- Художники-гримери: Олена Кузьменко, Галина Тишлек
- Монтажер: Марія Зорова
- Комбіновані зйомки:
  - Оператор: Валентин Симоненко
  - Художник: Валентин Корольов
- Директор: Олексій Чернишов